# 藤原兼雅
藤原 兼雅（ふじわら の かねまさ）は、平安時代末期から鎌倉時代初期にかけての公卿。花山院太政大臣・藤原忠雅の長男。官位は従一位・左大臣。後花山院左大臣と号す。花山院家4代。

## 経歴
- 仁平元年（1151年）1月6日、叙爵[1]。
- 保元元年（1156年）9月17日、侍従に任ぜられる。
- 保元2年（1157年）1月24日、右少将に任ぜられる。
- 保元3年（1158年）1月6日、従五位上に昇叙。同月27日には備中権介を兼ねる。
- 永暦元年（1160年）1月24日、禁色を許される。10月3日には中宮権亮を兼ねる。
- 応保元年（1161年）1月5日、正五位下に昇叙され、8月25日には従四位下に昇叙。9月15日、左中将に昇任。
- 応保2年（1162年）1月27日、伊予介を兼ねる。2月5日、中宮が女院（高松院）となったために中宮権亮を止める。
- 長寛元年（1163年）1月5日、従四位上に昇叙。
- 長寛三年（1165年）1月23日、蔵人頭に補される。永万元年（1165年）6月25日に改めて蔵人頭に補され、7月22日には正四位下に昇叙。7月25日に藤原邦綱と交替で蔵人頭を辞任。さらに同月27日には従三位に叙される[2]。
- 仁安元年（1166年）1月12日、丹波権守を兼ねる。11月24日には正三位に昇叙。
- 仁安3年（1168年）2月17日、参議を経ず権中納言に任ぜられる。3月23日、帯剣を許され、12月13日には右兵衛督を兼ねる。
- 嘉応2年（1170年）1月5日、右衛門督に転任したが、7月26日に督を辞した。
- 承安4年（1174年）1月5日、従二位に昇叙。
- 治承2年（1178年）12月15日、春宮権大夫を兼ねる。
- 治承3年（1179年）1月7日、正二位に昇叙。同月19日、権大夫から大夫に転じるが、11月17日には春宮大夫を止める。
- 治承4年（1180年）1月23日、朝参を許される[3]。
- 養和元年（1181年）12月1日、建礼門院別当となる。
- 寿永元年（1182年）3月8日、権大納言に昇任。
- 寿永2年（1183年）11月28日、源義仲の乱によって出仕を停止されるが、12月には出仕を許される。
- 元暦元年（1184年）1月22日、出仕するが12月30日に権大納言を辞した。
- 文治元年（1185年）6月15日、本座を許される。
- 文治3年（1187年）11月4日、権大納言に還任。
- 文治4年（1188年）10月4日、右近衛大将を兼ねる。
- 文治5年（1189年）7月5日、任大臣の兼宣旨を受け、同月10日に内大臣に任ぜられる。右大将は元の如し。
- 建久元年（1190年）7月17日、右大臣に転じる。11月には右大将を辞した。
- 建久4年（1193年）8月26日、父・忠雅が薨去したため喪に服す。10月17日には復任した。
- 建久9年（1198年）1月5日、従一位に昇叙。11月14日には左大臣に転任。
- 正治元年（1199年）6月22日、左大臣を辞した[4] 。10月には母の喪に服す。
- 正治2年（1200年）7月14日、出家し18日に薨御。

## 人物
父・忠雅の後を継ぎ中央官界に進出、平清盛の娘を室として、平氏政権下において順調に昇進を重ねる。このため寿永2年（1183年）には源義仲によって一旦官職を追われるが、後白河法皇の信任を背景に文治3年（1187年）に元の地位である大納言に復帰、以後正治2年（1200年）に左大臣に至るまで昇進を重ねた。
激動期の宮廷にあって最終的に地位を全うしたことで、後世における花山院家の発展の基礎を築いた。和歌、今様に通じた才人でもあった。

## 系譜
- 父：藤原忠雅
- 母：藤原家成の娘
- 妻：平清盛の次女（?-1176）
  - 男子：花山院忠経（1173-1229）
  - 男子：五辻家経（1174-1216）
  - 女子：藤原良通室（1170-）[5]
- 生母不詳の子女
  - 男子：兼信
  - 男子：兼成
  - 男子：円雅